# 兴安岭站
兴安岭站是位于内蒙古自治区呼伦贝尔市牙克石市兴安岭村、兴安岭隧道北口的一个铁路车站，邮政编码022179。车站建于1901年，有滨洲铁路经过该站，现办理客运货运业务，车站及其上下行区间均已电气化。车站距离哈尔滨站564公里，隶属哈尔滨铁路局海拉尔车务段，是四等站。